# 中川善之助
中川 善之助（なかがわ ぜんのすけ、1897年〈明治30年〉11月18日 - 1975年〈昭和50年〉3月20日 ）は、日本の法学者。東北大学名誉教授、金沢大学名誉教授。正三位勲一等。日本の家族法の権威である。

## 経歴
出生から修学期

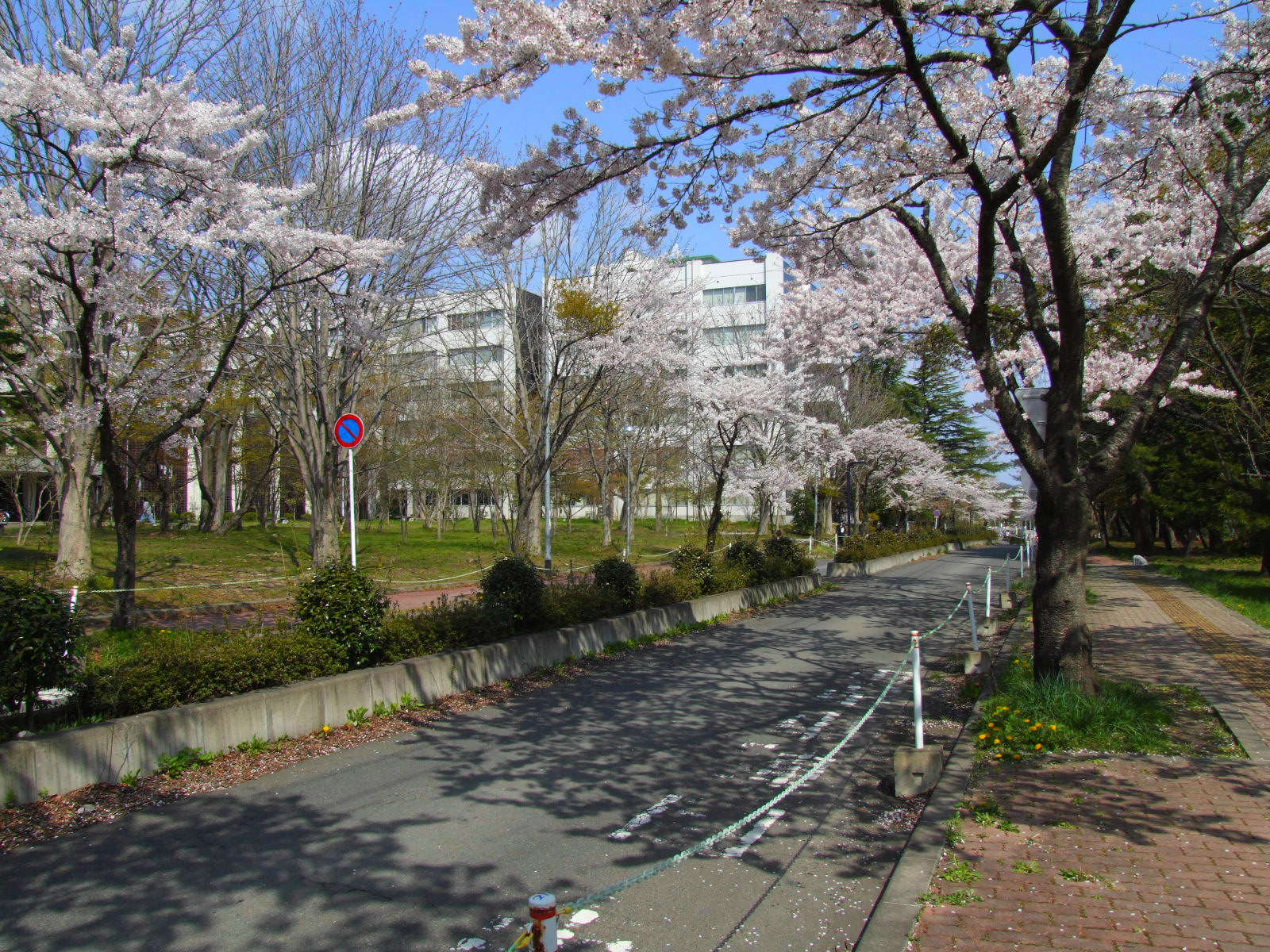
東北大学の中善並木。大学祭に協力した中川に感謝して学生が名付けた（2006年4月）

1897年、東京府（現・東京都）神田で生まれた。金沢第一中学校、第四高等学校を経て、東京帝国大学に進学。穂積重遠門下で法学を学び、1921年に東京帝国大学法学部を卒業。
法学者として
1922年9月、東北帝国大学法文学部助教授に就任し、民法学第一講座を担当した。1927年、東北帝国大学法文学部教授に昇格。1940年、第2代仙台法経専門学校校長に任命された。以後、死去するまで同校校長を務めた。
1961年、東北大学を定年退官し、名誉教授となった。その後は同年4月より、学習院大学政経学部教授として教鞭を執った。1964年、日本学士院会員に選出された。1967年、金沢大学学長に就任。1973年、金沢大学を退官し、金沢大学名誉教授となった。退任後まもなく弁護士登録。1975年、仙台法経専門学校の学校長として卒業式に向かう途上、上野駅で倒れ死去。

### 委員・役員ほか
- 臨時法制調査会委員
- 法制審議会民法部会長[2]
- 宮城県児童福祉審議会委員長

## 受賞・栄典
- 正三位
- 勲一等瑞宝章受章
- 銀杯一組

## 研究内容・業績
専門は民法学で、現代家族法の基礎を築いた。旧来の家族制度を解体し、財産法上の法律行為に対して身分行為を提唱した。1946年には我妻栄と共に臨時法制調査会委員として民法改正事業に従事した。
門下生
- 森泉章（青山学院大学名誉教授）
- 島津一郎（一橋大学名誉教授）
- 泉久雄（専修大学名誉教授）
- 山畠正男（北海道大学名誉教授）
- 深谷松男（金沢大学名誉教授）

### 社会活動
- 1960年に宮城県児童福祉審議会委員長を務めていたが、宮城県の青少年条例の制定に反対し、宮城県が青少年条例を制定した際に、審議会に辞表を提出した[4]。

この件に関し、朝日新聞1960年4月12日（夕刊）で、中川教授は、「青少年問題は社会的、政治的に実質的な手が打たれなければ解決しない。うわっつらのものだけを条例でしばってもなんにもならない。現に（青少年条例を）制定した県の統計でも、その後少年犯罪はちっとも減っていないではないか。いかつい条例を作ることは、むしろ若者を反発させ、逆効果だ。・・・実際家は青少年対策に自信を失い、おぼれる者はワラをもつかむ気持ちで条例をほしがるのだろう。しかし、実際には、ワラにもならない。」と述べている。

## 家族・親族
- 次女：化学者・坪井正道（地球科学者で文化功労者の坪井誠太郎の長男）に嫁いだ[5]。

## 著作
著書
- 『民法』
- 『家族法』
- 『親族法』青林書院 1960
- 『家族法研究の諸問題』勁草書房 1969
- 『民法風土記』日本評論社 1965
  - 文庫化 講談社(講談社学術文庫) 2001
- 『相続法 第四版』((法律学全集 24) 泉久雄共著、有斐閣 2000